# Kaźminskoje
Kaźminskoje (ros. Казьминское) – wieś w Rosji, w Kraju Stawropolskim, w rejonie koczubiejewskim. W 2010 liczyła 5676 mieszkańców.